# Eothenomys custos
Eothenomys custos är en däggdjursart som först beskrevs av Thomas 1912.  Eothenomys custos ingår i släktet Eothenomys och familjen hamsterartade gnagare. IUCN kategoriserar arten globalt som livskraftig. Inga underarter finns listade i Catalogue of Life.
Arten når en kroppslängd (huvud och bål) av 81 till 105 mm och en svanslängd av 35 till 59 mm. Den har 16,5 till 20 mm långa bakfötter och 12 till 14 mm stora öron. Ovansidan är täckt av mörkbrun päls och på undersidan förekommer grå päls. Även svansen är uppdelad i en brun ovansida samt en vit undersida. Eothenomys custos är mindre och har en kortare svans (jämförd med bålen) an nära släktingar som Eothenomys chinensis eller Eothenomys wardi.
Denna gnagare förekommer i centrala och södra Kina i provinserna Yunnan och Sichuan. Arten vistas i bergstrakter mellan 2500 och 4800 meter över havet. Den lever vanligen nära vattendrag i regioner som är täckta av skog, buskar, gräs eller bambu. Fortplantningen sker mellan tidiga sommaren och senhösten.